# Молода Україна (1899)
«Молода Україна» — українська напівлегальна молодіжна організація в Австро-Угорській імперії (в основному в Галичині та Буковині) в 1899—1903 рр. До неї входили студенти вищих навчальних закладів Австро-Угорської імперії (Львівського університету, Львівської вищої політехнічної школи, Чернівецького університету, Віденського університету та ін.) та учні старших класів гімназій Галичини та Буковини.
Друкованим органом організації був однойменний журнал «Молода Україна».
«Молода Україна» була утворена 13 липня 1899 р. у Львові на зборах, що відбулися після І віча українського студентства Австро-Угорської імперії. На них було прийнято проект організації та обрано головний комітет у Львові, що увійшов в історію під назвою «Комітет десяти». Його членами (провідними діячами «Молодої України») були: Є. Косевич, В. Старосольський, В. Темницький, Л. Цегельський, А. Крушельницький, С. Горук, Т. Мелень, М. Галущинський, О. Грабовський, М. Залітач. Вони також очолили редакційний комітет часопису «Молода Україна», заснованого одночасно із організацією та сформованого восени 1899 р.
Відстоювали ідею національної незалежності України. У редакційній статті-програмі «Товариші і Товаришки!», авторства В. Старосольського та Є. Косевича, опублікованій у першому числі журналу «Молода Україна» сформульовано основні теоретичні цілі і завдання «Молодої України»:
«Симболом сих ідеалів, стягом, що під ним спішити мемо у бій за наші ідеали, є для нас одно велике слово: Україна. … готові ми до всякої посьвяти та до найтяжшої боротьби, бо цїль наша взнесла і висока, бо ідеа наша сьвята і непорочна. Наша национальна ідея, се не само питанє мови, се не само питанє етноґрафічної відрубности, се питанє полїтичної независимости нашого народу, повної социальної справедливости, що його грімким голосом підняли поневолені та социяльно упосліджені верстви…».
Програмними засадами «Молодої України» були ідеї соборної незалежної України та соціальної справедливості: «Під сей бойовий стяг кличе грімким голосом вічевого дзвона „Молода Україна“ всю українську молодіж без ріжницї віку і полів по обох боках кордону, кличе у бій за найкрасші ідеали людскости, за ідеали правди і волї, що за них йшли на муки найліпші дїти, найкрасші сини нашого закріпощеного народу за свобідну і независиму Україну».
Члени «Молодої України» підтримували товариські зв'язки з українськими студентами із університетів Російської імперії: Харкова, Києва, Одеси, Санкт-Петербурга та ін. «Молода Україна» співпрацювала із Лесею Українкою, діячами Революційної української партії: Д. Антоновичем, М. Русовим, В. Винниченко, М. Поршем та ін. 1900 р. «Молода Україна» видала у Львові перше видання М. Міхновського «Самостійна Україна».
Більшість членів «Молодої України» стали провідними членами українських політичних партій: УСДП, УНДО, УСРП, чільними політиками та громадськими діячами першої половини XX ст.